# Trần Thị Nhượng
Trần Thị Nhượng (tức Sáu Ngài hay cô giáo Ngài) là người tham gia Cách mạng tháng Tám năm 1945, sau đó trở thành bí thư Tỉnh ủy đầu tiên của tỉnh Sa Đéc thời đó (ngày nay là tỉnh Đồng Tháp), nơi có một ngôi trường và một con đường mang tên Trần Thị Nhượng để nhớ ơn bà.

## Thân thế và cuộc đời
Bà còn có tên gia đình là Trần Thị Ngài, thường gọi là Sáu Ngài (theo thông lệ miền Nam), sinh ngày 15 tháng 3 năm 1896, tại làng Mỹ Trà, quận Cao Lãnh, tỉnh Sa Đéc (nay là xã Mỹ Trà, thành phố Cao Lãnh, tỉnh Đồng Tháp).
Cha mẹ và 6 anh em làm thợ thủ công hoặc buôn bán nhỏ. Năm 15-16 tuổi, bà vừa nuôi heo vừa học chữ tại nhà. Sau đó lên Sài Gòn học lấy được bằng Certificat, rồi trở về làng Hòa An, Cao Lãnh xin đi dạy học. Lúc này cả tỉnh Sa Đéc mới có 3 giáo viên là nữ giới. Bà chuyển xuống dạy ở Tân Dương, Cái Tàu Hạ, rồi trở về dạy ở trường làng Hòa An.
Năm 1916, bà lên Sài Gòn học thêm tiếng Pháp. Một năm sau về trường Hòa An tiếp tục dạy học.
Bà được thầy giáo Sa, giáo Cảnh tuyên truyền giác ngộ cách mạng. Ngày 15 tháng 6 năm 1928, bà được kết nạp vào Việt Nam Thanh niên Cách mạng Đồng chí Hội. Năm 1929, bà được kết nạp vào An Nam Cộng sản Đảng và làm Bí thư Chi bộ liên xã vào năm 1930.
Tháng 12 năm 1930, bà bị Phủ Mẫn quận Cao Lãnh khám xét, bắt tại nhà, và giải bà về tỉnh khảo tra. Việc lấy cung không có kết quả, chính quyền thực dân chuyển bà lên giam tại Khám Lớn Sài Gòn. Cuối năm 1931, bà bị kêu án 8 tháng tù treo, bị quản thúc ở Cao Lãnh rồi Sa Đéc. Năm 1933-1934, bà cùng chồng lên Đốc Vàng, vừa sản xuất vừa xây dựng cơ sở cách mạng.
Năm 1936, trở về Cao Lãnh, hoạt động phong trào Đông Dương Đại hội, bà công khai đứng ra bán sách báo. Năm 1939, khi Mặt trận Bình dân Pháp đổ, chính quyền thực dân Pháp ở Đông Dương thẳng tay đàn áp các phong trào yêu nước, bà bị bắt quản thúc tại nhà số 115, đường Vĩnh Phước, Sa Đéc cùng với hai con nhỏ. Bà tiếp tục hoạt động cách mạng và bị bắt kêu án 8 tháng tù giam. Chồng bà bị chính quyền thực dân bắt đi đày và hy sinh ngoài Côn Đảo.
Ra tù bị quản thúc ở Sa Đéc, nhưng bà tìm mọi cách móc nối với cơ sở, tích cực đi tuyên truyền vận động cách mạng, lập lại Chi bộ, cử người đi liên hệ tìm lãnh đạo Đảng. Được bà Nguyễn Thị Thập giúp đỡ hướng dẫn, bà trở về Cao Lãnh gặp các đồng chí Cương, Nhạc, Lăng, Lương v.v. bàn và quyết định thành lập Tỉnh ủy lâm thời trong tháng 3 năm 1945. Bà được phân công làm Bí thư Tỉnh ủy, Chủ nhiệm Mặt trận Việt Minh.
Cách mạng Tháng Tám 1945 nổ ra, bà trực tiếp chỉ huy quần chúng khởi nghĩa. Bà cùng đoàn đại biểu Mặt trận Việt Minh tiến vào dinh tỉnh trưởng và toà hành chính Sa Đéc, giành được chính quyền tại tỉnh.
Cách mạng thành công, bà được phân công phụ trách công tác tài chính và nuôi quân. Từ giữa năm 1946 đến cuối năm 1949, bà làm Bí thư Tỉnh ủy Sa Đéc; sau đó được điều động về làm công tác Kinh tế - Tài chính của Trung ương cục, rồi công tác Phụ nữ Nam Bộ đến ngày đình chiến 1954. Những ngày đầu kháng chiến, để tập trung lo công tác, bà gởi con cho người thân nuôi dưỡng. Sau đó, cả hai người con đều bị bệnh nặng, từ trần ở tuổi thiếu nhi.
Tập kết ra miền Bắc, năm 1955, bà làm Phó Giám đốc trại Nhi đồng. Từ năm 1959-1962, bà là Hiệu trưởng Trường Học sinh miền Nam số 6, ở Hải Phòng. Năm 1964, bà là Phó Giám đốc Trường Cán bộ Phụ nữ Trung ương. Năm 1966, bà nghỉ hưu.
Sau năm 1975, bà trở về quê hương. Bà mất năm 1988, thọ 92 tuổi.

## Vinh danh
Bà được Nhà nước Việt Nam tặng thưởng Huân chương Hồ Chí Minh. Tên bà được đặt cho trường trung học cơ sở ở xã Tân Qui Tây (nay là phường An Hoà), thành phố Sa Đéc và con đường trong nội ô thành phố Cao Lãnh, thành phố Sa Đéc.